# Democracia radical
La democracia radical en política, puede ser definida como «un tipo de democracia que señala una preocupación actual con la extensión radical de la igualdad y libertad». La democracia radical está preocupada con una extensión radical de igualdad y libertad. Otra característica es la idea de que la democracia es un proceso continuo, reflexivo, inacabado e inclusivo.

## Teorías
Dentro de la democracia radical hay tres hebras distintas, según Lincoln Dahlberg. Estas hebras se conocen como deliberativa, agonística y autonomista.
La primera y más notada rama de democracia radical es la agonística, la cual está asociada con el trabajo de Ernesto Laclau y Chantal Mouffe en su libro Hegemonía y Estrategia Socialista: Hacia una Política Democrática Radical, escrito en 1985. Argumentan que los movimientos sociales que intentan crear el cambio social y político necesitan una estrategia que desafíe los conceptos neoliberal y neoconservador de democracia. Esta estrategia pretende expandir la definición liberal de democracia, basada en la libertad e igualdad, para incluir la diferencia filosófica.
Según Laclau y Mouffe la "Democracia Radical" significa "la raíz de la democracia". Laclau y Mouffe dicen que la democracia liberal y la democracia deliberativa, en sus intentos de construir consenso, oprimen diferentes opiniones, carreras, clases, géneros, y puntos de vista. En el mundo, en un país, y en un movimiento social hay muchas (una pluralidad de) diferencias que resisten al consenso. La democracia radical no sólo acepta las diferencias, disidencia (disenso) y antagonismos, sino que es dependiente de ello. Laclau y Mouffe argumentan con base en la suposición que  hay relaciones de poder opresivas en la sociedad que tendrían que ser hechas visibles, renegociadas y modificadas. Por construir democracia alrededor de la diferencia y la disensión, las relaciones de poder que existen en las sociedades son colocadas en frente, de modo que pueden ser desafiadas.
La segunda rama, deliberativa, es mayoritariamente asociada con el trabajo de Jürgen Habermas. Esta hebra de democracia radical es opuesta a la perspectiva agonística de Laclau y Mouffe. Habermas argumenta que los problemas políticos que rodean la organización de la vida puede ser resuelta por deliberación. Esto es, que las personas se reúnan juntas a deliberar es la mejor solución posible. Este tipo de democracia radical contrasta con la perspectiva agonística, basada en el consenso y los medios comunicativos:  hay un proceso crítico reflexivo de llegar a la solución mejor. La igualdad y la libertad están en la raíz de la teoría deliberativa de Habermas. La deliberación está establecida a través de instituciones que pueden asegurar participación libre e igual de todos. Habermas es consciente del hecho de que diferentes culturas, visiones del mundo y éticas puede llevar a dificultades en el proceso deliberativo. A pesar de este hecho, argumenta que la razón comunicativa puede crear un puente entre vistas e intereses opuestos.
La tercera rama de democracia radical es la autonomista, la cual está asociada con las ideas  izquierdo-comunistas y post-marxistas. La diferencia entre este tipo de democracia radical y las dos mencionadas más arriba es el foco en "la comunidad." La comunidad es vista como el puro poder constituido en vez de individuos racionales deliberativos o grupos agonísticos como hacen las primeras dos hebras. La comunidad aquí se parece a una "multitud plural" (de personas) en vez de la clase laboral de la teoría marxista tradicional. Esta multitud plural es el poder constituido puro y reclama este poder buscan y creando comprensiones mutuas dentro de la comunidad. Esta rama de democracia radical desafía el pensamiento tradicional sobre igualdad y libertad en democracias liberales declarando que la igualdad individual puede ser encontrada en las singularidades dentro de la multitud, la igualdad en general es creada por una multitud todo-inclusiva y la libertad se crea al restaurar la multitud en su puro poder constituido. Esta hebra de democracia radical es a menudo un término usado para referirse a las perspectivas post-marxistas del radicalismo italiano - por ejemplo Paolo Virno.

## Democracia radical y el internet
Con el aumento del uso de Internet en los años después del desarrollo de varias ramas teóricas de democracia radical, se han ido enfocando cada vez más en la relación entre internet y la teoría. El internet está considerado como un aspecto importante de la democracia radical, en cuanto  proporciona un medio para la comunicación que es central para cada aproximación a la teoría.
Internet se cree que refuerza tanto la teoría de la democracia radical como la posibilidad real de democracia radical de tres maneras distintas:
1. Internet proporciona una plataforma para discusión más profunda sobre democracia radical, por ello contribuyendo al desarrollo de la teoría.
2. Internet permite a comunidades políticas nuevas y culturas democráticas mostrar aquello que desafía las ideas políticas existentes;
3. Internet fortalece la voz de grupos minoritarios.

Este último punto se refiere al concepto de una esfera pública radical donde la voz en el debate político está dada a grupos marginales u oprimidos. Según la teoría de la democracia radical, la expresión de tales opiniones en internet puede ser entendida como activismo en línea. En las democracias representativas liberales actuales,  ciertos intereses y voces son siempre favorecidos sobre otros. A través del activismo en línea, las opiniones y vistas disidentes todavía pueden ser articuladas. De este modo, los activistas contribuyen al ideal de una heterogeneidad de posiciones. Aun así, la Era digital  no necesariamente contribuye a la idea de democracia radical. Las plataformas de medios de comunicación sociales poseen la oportunidad de acallar ciertas voces, a menudo radicales. Esto es contrario a la democracia radical

## Movimientos contemporáneos comprometidos con la democracia radical
- El EZLN – Ejército Zapatista de Liberación Nacional en México: un militante de extrema izquierda política. Su ideología está basada en su aspiración de ejecutar la política de forma inferior-arriba (de abajo-arriba), en lugar de arriba hacia abajo.[9] El grupo ha presentado varias leyes en 1994, incluyendo leyes para mejorar la posición de las mujeres en el país. [neutralidad disputada][10]
- El MST – Movimiento de los Trabajadores Rurales Sin Tierra en Brasil: un movimiento social que tiene como objetivo la reforma agraria para hacer la propiedad de tierra más accesible para el pobre. Reclama conseguir este objetivo a través dell combate de asuntos sociales como el racismo, sexismo y las distribuciones de ingresos sesgadas.[11]
- Los Piqueteros – Movimiento de Trabajadores Desempleados en Argentina.
- El Abahlali baseMjondolo – movimiento en Sudáfrica de los 'shack dwellers'.
- El Partido Socialista de EE. UU. (Estados Unidos) -  partido  fundado en 1973.[12] dice oponerse a todas las  formas de opresión, y buscar la creación de una sociedad "no-racista, sin clases, feminista y socialista".[13]
- JungdemokratInnen/Junge Linke (traducido coo Jóvenes Demócratas, JD/JL) - una organización de izquierda de juventudes políticas en Alemania y el antiguo ala de juventud de un partido liberal llamado FDP (Partido Democrático Libre).
- Radical Democracy Party (Estados Unidos) –  fue un partido político abolicionista y anti-Confederado  estadounidense.
- La AANES - una confederación autónoma en Siria creada y operada con fines  socialistas libertarios